# Franciszek Antoni de Raëss
Franciszek Antoni de Raëss herbu własnego – podczaszy trocki w latach 1784-1785, sędzia grodzki trocki w latach 1774-1781.
Poseł na sejm 1778 roku z powiatu trockiego.